# Братська могила радянських воїнів та партизан (Бар)
Братські могили радянських воїнів та партизанів в м. Бар Барського району Вінницької області — пам'ятний знак на честь воїнів-визволителів та загиблих воїнів-земляків в 1941—1945 рр.

## Історія
Тут знаходяться шість братських могил, в одній із яких (крайня зліва) поховані учасники громадської війни 1917—1920 рр. Кількість похованих та прізвища всіх похованих не встановлено. Відомі прізвища чотирьох осіб: Ж. В. Блек, Г. Т. Майков, Д.Мазур, Просяновський. В узголів'ї могили на похилій плиті сірого мармуру викарбувано лише два прізвища: Ж. В. Блек та Г. Т. Майков.
Ж. В. Блек (1895—1919 рр.) у роки громадської війни (1917—1920 рр.) виконував обов'язки коменданта й начальника міліції міста Бар, організовував у Барі робітничі загони для боротьби з контрреволюційним бандитизмом, учив військової справи селян із навколишніх сіл (загинув у бою із загоном повстанського отамана Гальчевського).
У роки національно-визвольного протистояння в краї діяв підпільний комітет і партизанський загін під керівництвом П. Горбатого та комісара загону Д.Мазура. За свідченнями очевидців, у цій братській могилі разом із декількома невідомими бійцями похований також комісар Д. Мазур (загинув в одному з боїв із бандитами, що грабували підприємства міста) та міліціонер Г. П. Майков.
За свідченнями старожилів міста, в 1930 році в цю могилу був перезахоронений матрос Просяновський (тіло перенесено з одиничної могили, яка знаходилася на старому православному кладовищі міста).
У п'яти братських могилах 1941—1944 рр. поховано 447 воїнів радянської армії 96-ї гірсько-стрілецької дивізії (155-й ГСП); 151-ї СД (659-й СП, 786-й СП, 306-й АП); 183-ї СД (227-й СП) 201-ї СД (682-й СП, 371-й сап.б.); 305-ї СД (10020-й СП) та інших частин, які загинули в бою за звільнення міста й навколишніх сіл віл німецько-фашистських загарбників у період із 19 по 25 березня 1944 року, а також партизани зі з'єднання І. Я. Мельника, що були перепоховані в 1957 році із братської могили, яка знаходилася на громадському кладовищі села Матейків. Усі прізвища похованих відомі.
У листопаді 1952 року з одиничної могили села Павлівка Трудолюбівської сільської ради було здійснено перенесення останків рядової О. Т. Балаєвої.
У 1957 році з чисельних одиничних могил, що знаходилися як на території міста, так і в навколишніх селах — Адамівка, Антонівка, ст. Бар, Балки, хут. Безщасний, Борщі, Войнашівка, Гармаки, Гавришівка, Гайове, Глинянка, Іванівці, хут. Івановецький, Йосипівка (Юзвенки), Мурафа, Мальчівці, Мартинівка, Окладне, Паліївка, Пляцина, Терешки, Барські Чемериси, Шершні — в братській могилі міста Бар було перепоховано останки ще 52 радянських воїнів, у тому числі й воїнів 96-ї гірсько-стрілецької дивізії 155-го ГСГ, які загинули в оборонних боях у липні 1941 року.
У 1973 році в узголів'ї шести братських могил у центрі поховань було встановлено пам'ятний знак — залізобетону скульптуру воїна (вис. — 3,5 м, скульптор  — Л. Гром). Воїн схилив голову, простягнувши символічний меч над могилами полеглих. На двоступінчастому бетонному постаменті (розм. — 1,5 х 1,3 м) викарбувано меморіальний напис. Біля підніжжя скульптури воїна-визволителя (паралельно одна до одної) розміщено 6 братських могил (розм. — 5,2 х 2,55м). В узголів'ї кожної могили — похилі плити з сірого мармуру (розм. — 0,8×0,6 м.), на яких викарбувано меморіальні написи, позаду на бетонній стіні — прізвища 477 похованих воїнів радянської армії 1941—1944 рр. Братські поховання із шести могил об'єднано бетонним надмогильником (вис. — 1,2 м), який обкладено керамічною плиткою. Поховання займає територію 15×20 м.

## Персоналії
1. Блек Ж. В.
2. Майков Г. Т.
3. Мазур Д.
4. Просяновський
5. Гальчевський
6. Мельник І Я.
7. Горбатий П.
8. Гром Л.

## Додаток
1. Меморіальний текст на постаменті: «Вічна слава воїнам, які віддали своє життя за визволення міста Бар та Барського району від німецько-фашистських загарбників, 1941—1945 рр».
2. Меморіальні тексти на 6 мармурових плитах: — "У серцях наших житиме слава про героїв громадянської війни. Блек Ж. В. — (1895—1919). Майков Г. П. (1897—1922) "; — «Ви віддали Вітчизні життя і навіки безсмертними стали»; — «Пам'ять про Вас житиме вічно в наших серцях». — «Ви з нами, для слави мертвих немає»; — «Ніхто не забутий, ніщо не забуто»; — «Ми Вам клянемось, браття і сини, берегти мир і не допустити війни».
3. Комплекс братських поховань із шести могил, пам'ятного знаку — скульптури воїна-визволителя упорядкований, двічі капітально ремонтувався й оновлювався (1973, 2008 рр.).